# Don Pedro da Toledo bacia la spada di Enrico IV
Don Pedro da Toledo bacia la spada di Enrico IV (Don Pedro de Tolède baisant l'épée d'Henri IV) era un dipinto realizzato nel 1814 dall'artista francese Jean-Auguste-Dominique Ingres nello stile detto troubadour. L'opera raffigurava l'ambasciatore spagnolo Pedro Álvarez de Toledo, quinto marchese di Villafranca, mentre baciava la spada di Enrico IV di Francia (retta da un giovane paggio) nella sala delle Cariatidi del palazzo del Louvre. Il dipinto originale del 1814 è andato perduto, ma tra il 1819 e il 1832 Ingres dipinse altre tre versioni di questo soggetto e ne trasse almeno due disegni.

## Storia e descrizione
Gli episodi della vita di Enrico IV erano un soggetto molto sfruttato dai pittori francesi all'epoca di Ingres. L'avvenimento rappresentato in questo quadro fu descritto da Ingres in uno dei suoi quaderni degli appunti: "Un giorno Don Pedro da Toledo, l'ambasciatore della Spagna alla corte di Enrico IV, vide al Louvre la spada del re nelle mani di un paggio giovane. Avanzando, si inginocchiò a terra e la baciò, onorando, disse, la spada più gloriosa del cristianesimo."
L'artista dipinse quattro versioni su questo soggetto tra il 1814 e il 1832.
La versione originale fu dipinta nel 1814 e fu esposta al Salone di Parigi di quell'anno, dove venne denigrata dai critici. Dopo che persino gli amici di Ingres non lo ebbero giudicato un buon dipinto, Ingres ci rimise mano nel 1820. La composizione rivista includeva le figure del duca di Épernon e di Gabrielle d'Estrées dietro l'ambasciatore e il paggio. L'ubicazione del dipinto a partire dalla metà del diciannovesimo secolo è sconosciuta. La composizione del dipinto prima della sua revisione è documentata da un'incisione di Achille Réveil pubblicata nel 1851.
Una seconda versione (del 1819, ora al castello di Pau) fu dipinta da un amico di Ingres, l'artista Jean Alaux. Questa tela riproduce fedelmente la composizione iniziale della versione del 1814: sullo sfondo a sinistra si trova una guardia, mentre una figura non identificata sta uscendo a destra. Questa versione venne esposta alla mostra del 2014 L'invention du Passé. Histoires de cœur et d'épée 1802–1850 al museo di belle arti di Lione.
Nel terzo dipinto (del 1820; acquistato per il Louvre di Abu Dhabi in 2009), Ingres spostò la fila delle cariatidi dal lato sinistro della composizione al centro, e rovesciò l'angolo della prospettiva. Le figure del duca di Épernon e di Gabrielle d'Estrées si trovano nuovamente sullo sfondo a sinistra. Il quadro in precedenza si trovava in una collezione privata a Oslo.
La quarta versione (del 1832, acquistata dal museo del Louvre nel 1981) è leggermente più piccola delle altre. L'ambientazione è cambiata dalla sala delle cariatidi alla scalinata di Enrico II, e il numero degli osservatori aumenta includendo il poeta François de Malherbe, il cardinale Jacques-Davy Duperron e un uomo non identificato.

## Galleria d'immagini

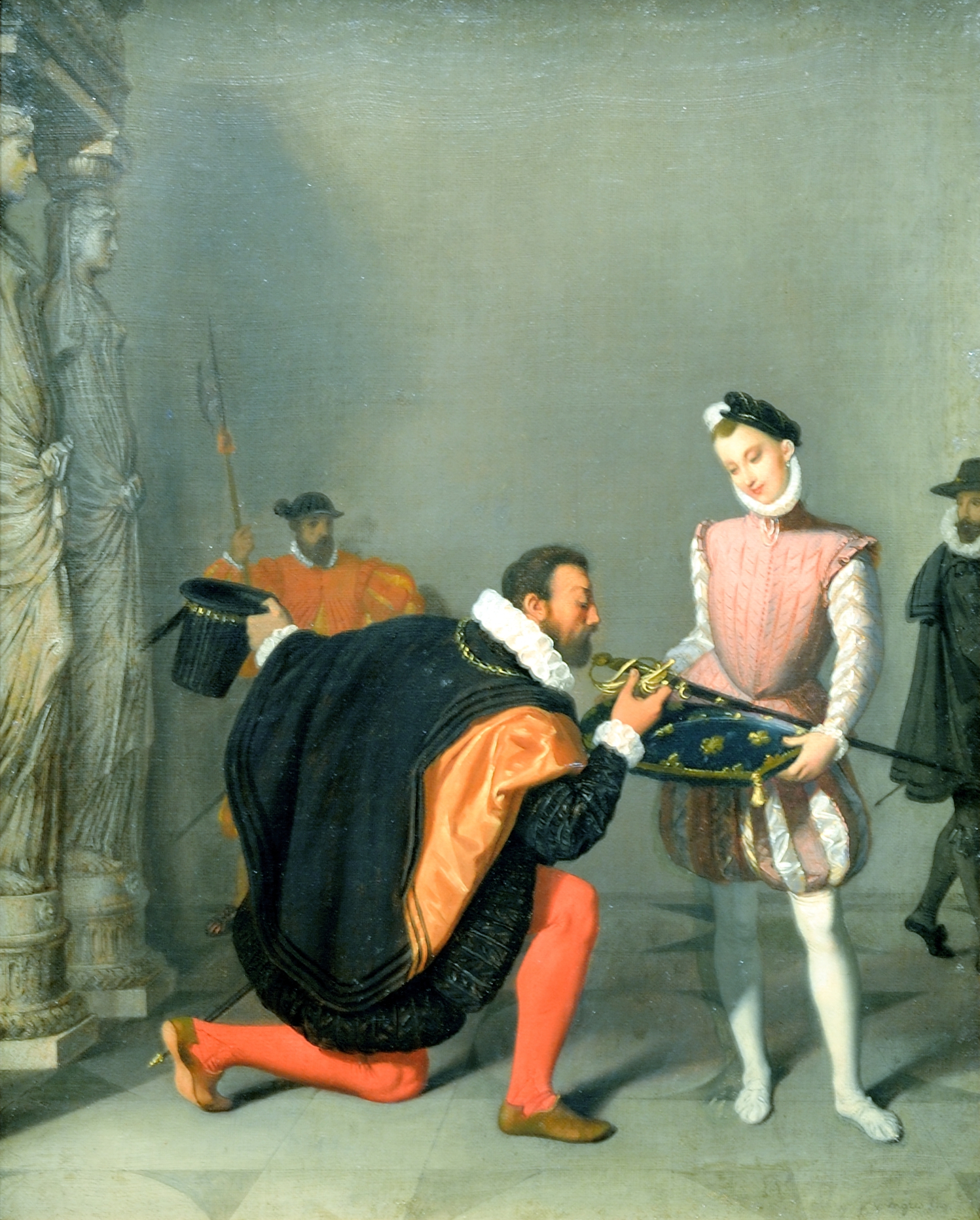
Il dipinto del 1819, al castello di Pau.
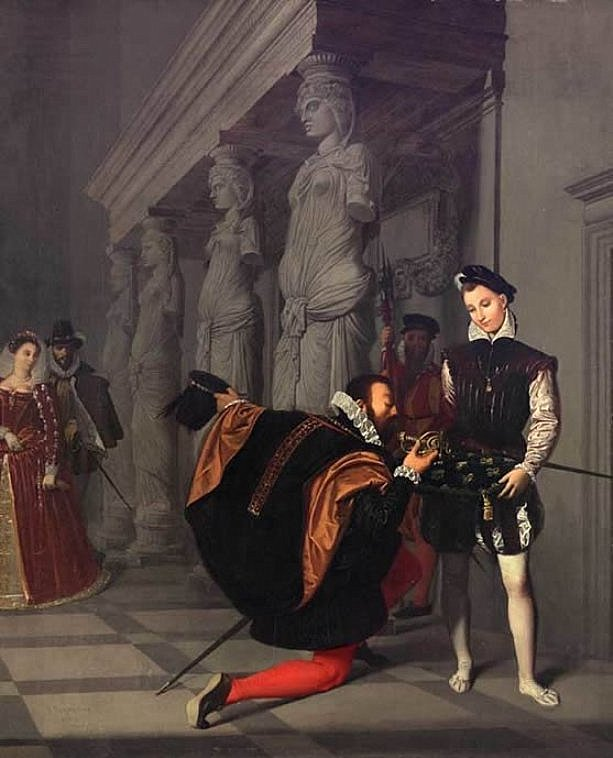
Il dipinto del 1820, al Louvre di Abu Dhabi.
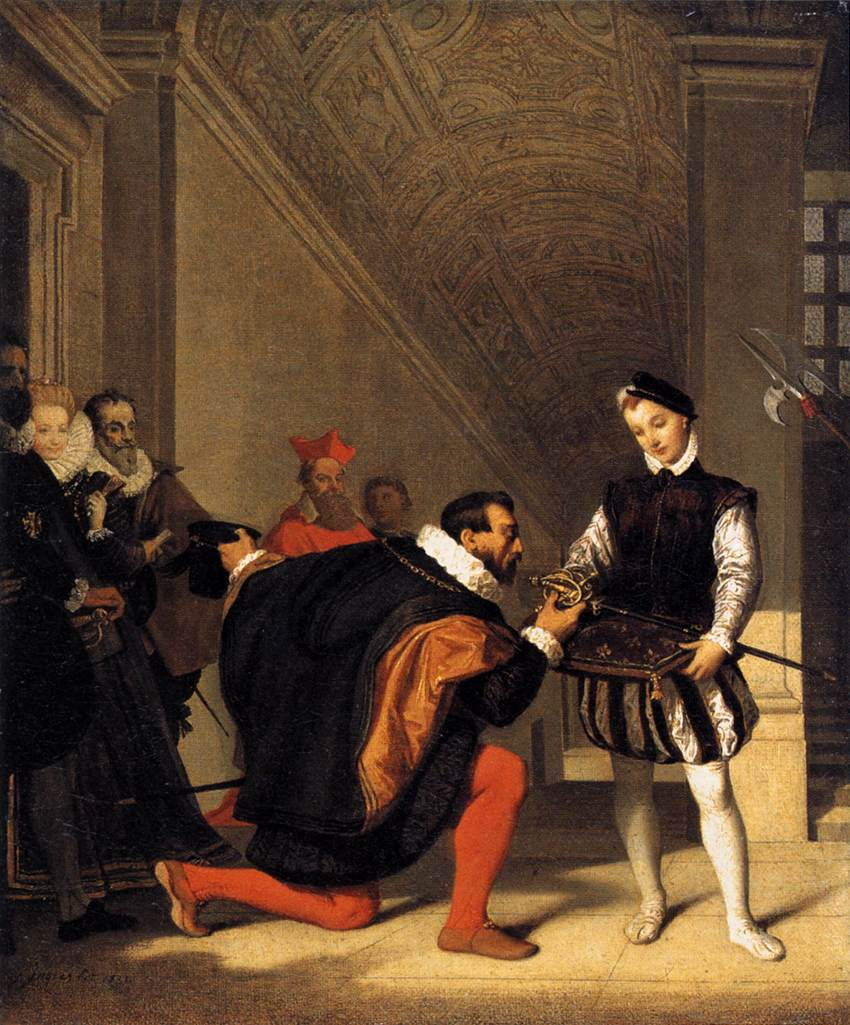
Il dipinto del 1832, al museo del Louvre.